# Moniteur des Dates
Moniteur des Dates war eine im 19. Jahrhundert erschienene, deutschsprachige Zeitschrift, die laut ihrem französischsprachigen Untertitel „eine Million biografische, genealogische und historische Informationen“ zu Persönlichkeiten der Zeitgeschichte lieferte. Die Schrift erschien unregelmäßig von 1866 bis um 1882 in neun Bänden sowie teils mehreren Ergänzungen („Supplément“).
Redakteur und Herausgeber war zunächst Édouard-Marie Oettinger, wobei die erste Ausgabe 1866 unter dem Patronat des preußischen Königs Wilhelm I. stand. Fortgeführt wurde das Werk von Hugo Schramm-Macdonald mit Sitz in Dresden, während die einzelnen Bände in Kommission bei dem Buchhändler Bernhard Hermann in Leipzig verlegt wurden. In den Druck gingen die Daten bei C. Richard Gärtner in Dresden, Galeriestraße 1.
Die Akademische Druck- und Verlagsanstalt mit Sitz in Graz gab 1964 einen Neudruck heraus.
Die Zeitschriftendatenbank erfasste das Druckwerk unter den Sachgruppen Plastik, Numismatik, Keramik und Metallkunst sowie Biografie, Genealogie und Heraldik.

## Rezension

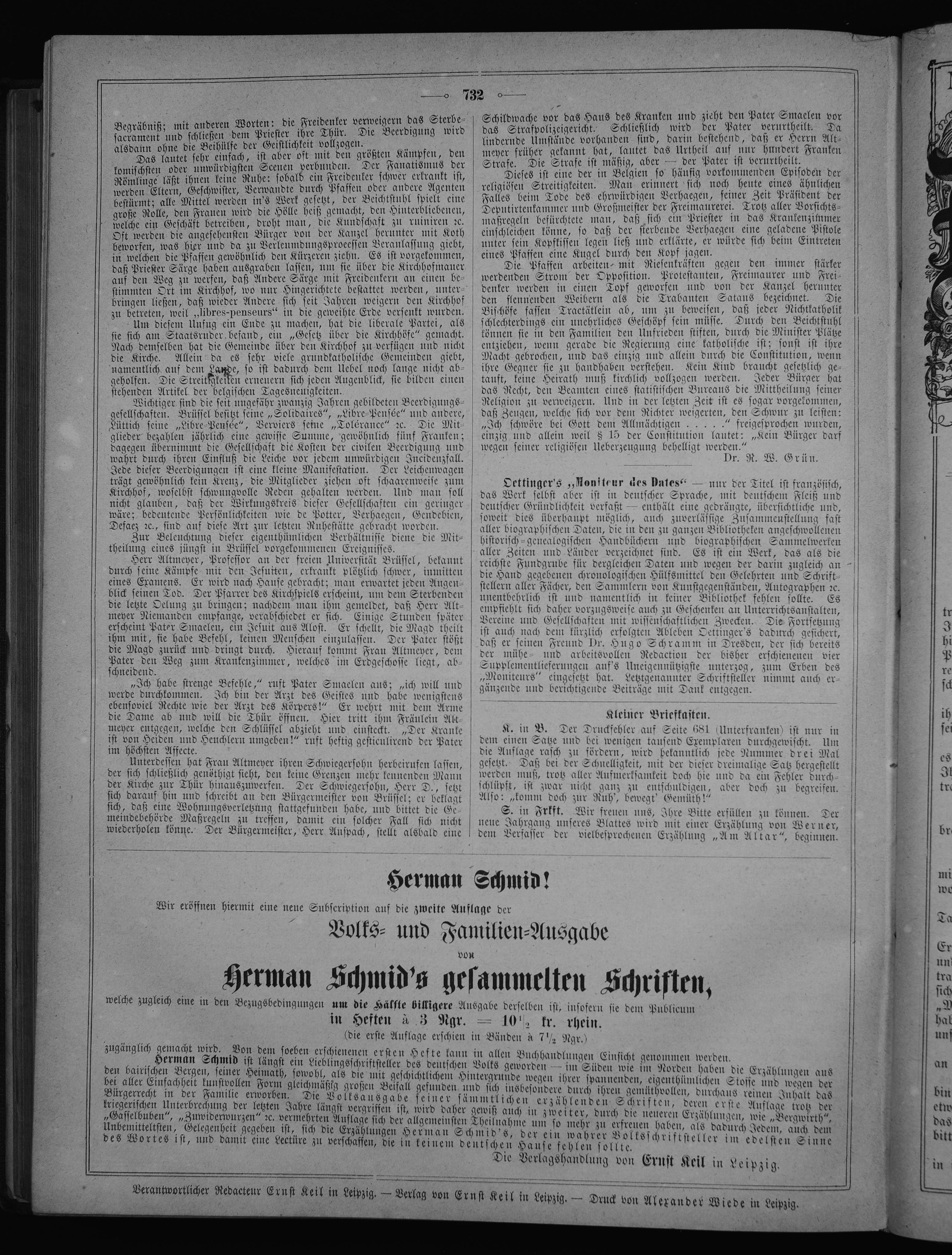
Rezension in Die Gartenlaube, Jahrgang 1872, S. 732

- o. V.: Oettinger’s „Moniteur des Dates“, in: Die Gartenlaube, Heft 44 (1872), S. 732; Transkription bei Wikisource

## Weltregister
Zusätzlich zu den unregelmäßig verausgabten Daten–„Monitoren“ brachte Oettinger 1869 über den Leipziger Verleger Ludwig Denicke ein im Haupttitel gleichnamiges Welt-Register heraus. Das sechs Teile in einem Band umfassende Werk – wiederum unter der Schirmherrschaft des preußischen Königs – enthielt die „Personalakten der Menschheit“ mit Angaben zur Herkunft sowie Geburts-, Heirats- und Todesdaten von mehr als 100.000 bis dahin bekannt gewordenen „geschichtlichen Persönlichkeiten aller Zeiten und Nationen [... und war angefüllt] mit zahlreich eingestreuten Noten aus allen Zweigen der Curiosität.“